# 거치면 흥하리
《거치면 흥하리》는 대한민국의 케이블 방송 채널인 엠넷에서 방송되는 텔레비전 프로그램이다. 약칭은 거흥이다.

## 방송 개요
거치면 반드시 흥하는 신비로운 마을에 아이돌 손주들이 떴다! 할머니, 할아버지와 함께하는 아이돌 다산댁 손주 부흥기!